# تيم أوينز
تيم أوينز (بالإنجليزية: Tim Owens)‏ هو سياسي أمريكي، ولد في 1945. حزبياً، نشط في الحزب الجمهوري. وقد انتخب عضو مجلس ولاية كانساس.